# Conjunto difuso
Un conjunto difuso  (en inglés: fuzzy set) es un conjunto que puede contener elementos de forma parcial, es decir, que la propiedad de que un elemento {\displaystyle x} pertenezca al conjunto {\displaystyle A} ({\displaystyle x\in A}) puede ser cierta con un grado parcial de verdad. Este grado de pertenencia es una proposición en el contexto de la lógica difusa, y no de la lógica usual binaria, que solo admite dos valores: cierto o falso.
El grado de pertenencia de {\displaystyle x} a {\displaystyle A}, o el grado de verdad de pertenecer al conjunto, se mide con un número real {\displaystyle \mu _{A}(x)} comprendido entre 0 y 1, ambos inclusive. De forma rigurosa, el valor correspondiente a cada elemento define una función indicatriz {\displaystyle \mu _{A}(x):X\rightarrow [0,1]}, donde {\displaystyle X} representa el conjunto universal del que el conjunto {\displaystyle A} toma sus elementos. Por ello se suele hablar de subconjuntos difusos y no de conjuntos difusos.
Si el valor de esta función es 0, {\displaystyle x} no pertenece a {\displaystyle A}. Si es 1, entonces {\displaystyle x\in A} totalmente, y si {\displaystyle 0<\mu _{A}(x)<1} entonces {\displaystyle x} pertenece a {\displaystyle A} de una manera parcial.

## Historia
La teoría de los subconjuntos difusos fue desarrollada por Lofti A. Zadeh en 1965 con el fin de representar matemáticamente la imprecisión intrínseca de ciertas categorías de objetos.
Los subconjuntos difusos (o partes borrosas de un conjunto) permiten modelar la representación humana de los conocimientos (por ejemplo para medir nuestra ignorancia o una imprecisión objetiva) y mejorar así los sistemas de decisión, de ayuda a la decisión, y de inteligencia artificial.

## Operaciones
Con los conjuntos difusos se pueden realizar las mismas acciones que con los conjuntos clásicos. Siendo dos conjuntos difusos {\displaystyle A} y {\displaystyle B} se definen las operaciones usuales:
| Conjuntos {\displaystyle A} y {\displaystyle B} | Definidos por {\displaystyle \mu _{A}(x)} y {\displaystyle \mu _{B}(x)} |  |
| Intersección usual                              | {\displaystyle \mu _{A\cap B}(x)=\min\{\mu _{A}(x),\mu _{B}(x)\}}       |  |
| Unión usual                                     | {\displaystyle \mu _{A\cup B}(x)=\max\{\mu _{A}(x),\mu _{B}(x)\}}       |  |
| Complementario usual                            | {\displaystyle \mu _{\bar {A}}(x)=1-\mu _{A}(x)}                        |  |

## Otros conceptos
- El núcleo de un subconjunto difuso {\displaystyle ~A} es el conjunto de los elementos {\displaystyle ~x} que pertenecen totalmente a {\displaystyle A}, es decir que verifican {\displaystyle \mu _{A}(x)=1}.
- El soporte de subconjunto difuso {\displaystyle A} es el conjunto de los {\displaystyle x} que pertenecen, en cierta medida, a {\displaystyle ~A}. Es decir que verifican {\displaystyle \mu _{A}(x)>0}.
- Sean {\displaystyle ~A} y {\displaystyle ~B} dos subconjuntos difusos del conjunto {\displaystyle ~C}. Se dice que {\displaystyle ~A} está incluido en {\displaystyle ~B} si para todo {\displaystyle x\in ~C}, tenemos {\displaystyle \mu _{A}(x)\leq \mu _{B}(x)}, es decir que los elementos de {\displaystyle A} siempre pertenecen en mayor medida a {\displaystyle ~B} que a {\displaystyle ~A}.
- Partiendo del subconjunto difuso {\displaystyle A}, se puede definir la familia de los conjuntos clásicos {\displaystyle ~A_{t}}, con {\displaystyle t} variando en {\displaystyle [0,1]}, por {\displaystyle A_{t}=\{x\in ~X/\mu _{A}(x)\geq t\}}. El conocimiento de esta familia define totalmente {\displaystyle A}.

Por lo tanto, un conjunto difuso equivale, en concepto de información, a una familia infinita no numerable de conjuntos clásicos. La teoría de los subconjuntos difusos es por lo tanto muy distinta y mucho más compleja que la teoría de los conjuntos usuales. Por ejemplo, un conjunto finito clásico tiene un número finito de subconjuntos clásicos, pero un número infinito de subconjuntos difusos.